# Alpha-Glucuronidase
L'α-glucuronidase est une glycoside hydrolase qui catalyse la réaction :
α-D-glucuronide + H2O  {\displaystyle \rightleftharpoons }  alcool + D-glucuronate.
Cette enzyme présente une spécificité pour les glucuronide extrêmement variable selon les espèces de mycètes chez lesquelles elle est extraite. Cette activité enzymatique est également présente chez l'escargot.